# Ted Wilson
Theodore Norman Clair Wilson (Takoma Park, 10 maggio 1950) è un pastore protestante statunitense.
Il 25 giugno del 2010 è stato eletto presidente della conferenza generale della Chiesa cristiana avventista del settimo giorno.

## I primi anni
Wilson ha iniziato la sua carriera nella chiesa come pastore nel 1974 presso la Greater New York Conference. Ha lavorato come assistente alla regia e poi direttore dei ministeri metropolitani disponibili dal 1976 al 1981. Ha continuato a lavorare nella chiesa, nella divisione per l'Africa-Subcontinente indiano, con sede a Abidjan, Costa d'Avorio, fino al 1990. Ha lavorato come responsabile del reparto e poi come segretario esecutivo.
Ha anche lavorato sulla sede della chiesa di Silver Spring, come segretario associato per due anni prima di diventare presidente della divisione Europa-Asia della chiesa a Mosca, dal 1992 al 1996. Wilson poi tornò in America per lavorare come presidente della Review and Herald Publishing Association in Hagerstown, fino alla sua elezione a vice presidente della conferenza generale nel 2000.
Come ministro ordinato, Wilson ha conseguito un dottorato in educazione religiosa presso l'Università di New York, un Master of Divinity dalla Andrews University e un Master of Science in Public School Salute Loma Linda University of Public Health.
Nella sessione del 2010 della conferenza generale della chiesa cristiana avventista del settimo giorno Wilson ha sottolineato la necessità di rivolgersi alle Sacre Scritture e ha affermato la sua ferma difesa degli scritti profetici di Ellen Gould White. L'intervista a Ted Wilson ove egli ribadisce questa sua ferma convinzione è stata registrata a Bobbio Pellice per TeleviveTv in occasione del Congresso Be my Disciple il 3 settembre 2012.